# Fiord De Long
El fiord De Long és un gran fiord de 60 quilòmetres de llargada i 6 d'amplada que es troba a la costa septentrional de Groenlàndia. Al nord-oest s'obre al mar de Lincoln, part de l'oceà Àrtic. Forma part del Parc Nacional del Nord-est de Groenlàndia. Duu el nom de l'explorador àrtic George Washington DeLong.
El fiord de Long es troba entre la Terra de Nansen, a l'oest, i el fiord de Weyprecht, a l'est. L'illa de Hazenland separa ambdós fiords.
El fiord De Long té tres branques separades per illes:
- Brainard Sound a l'oest, entre la Terra de Nansen i l'illa Jensen Occidental.
- Fiord de Thomas Thomsen, entre l'illa Jensen Occidental i l'illa Jensen Oriental.
- Fiord d'Adolf Jensen, entre l'extrem de l'illa Jensen Oriental i terra ferma.
- Fiord OB Bogild, a la part interior, cap al sud-est.[2]